# Österreichischer Verband für Unterhaltungssoftware
Der Österreichische Verband für Unterhaltungssoftware (ÖVUS) ist eine Interessensgemeinschaft und Branchenvertretung der Anbieter, Produzenten, Vertriebe und Medienschaffenden von Unterhaltungssoftware in Österreich.

## Verband
Der Verband wurde im Jänner 2007 von Electronic Arts Austria, Microsoft Austria, Sony Computer Entertainment Austria und Ubisoft Austria gemeinsam gegründet.
Als Ansprechpartner für Medien sowie politische und gesellschaftliche Institutionen möchte ÖVUS die Branche bekannter machen und um das Thema „Computer-, Video- und Onlinespiele“ informieren. Maßnahmen zur Erhöhung der Medienkompetenz bei Jugendlichen und Eltern sowie des Jugendschutzes werden gefördert und unterstützt, wie auch Branchenausstellungen und Bildungseinrichtungen. ÖVUS ist Mitglied der europäischen ISFE (Interactive Software Federation of Europe), die auch PEGI (Pan European Game Information) betreibt.
Zum Präsidenten wurde Niki Laber bestellt.

## Aufgaben
Folgende Ziele werden angestrebt:

### Kommunikation über Computer-, Video- & Onlinespiele
Der Verband fokussiert das Ziel, die Wichtigkeit und Nachhaltigkeit des Mediums medienwirksam zu publizieren.

### Maßnahmenentwicklung zur Förderung von Medienkompetenz sowie des Kinder- und Jugendschutzes
Der Verband informiert Eltern und Erziehungsberechtigte über die Möglichkeiten des Jugendschutzes im Umgang mit Videospielen. Ein wichtiges Anliegen ist es, medienwirksam den Jugendschutz zu fördern und aufzuklären. Dies wird durch Veranstaltungen wie der Game City sowie der Zusammenarbeit mit Elternvereinen in Schulen umgesetzt. ÖVUS tritt für eine einheitliche Kennzeichnung durch PEGI und die Ausweisung besonders wertvoller Spiele durch BuPP ein.

### Kampf gegen Softwarepiraterie
Zweck ist es, mit der ISFE, dem österreichischen Verein für Antipiraterie (VAP) sowie dem nationalen Gesetzgeber gegen Softwarepiraterie vorzugehen und präventiv tätig zu werden. Durch die Eindämmung illegal verbreiteter Software soll der dadurch verursachte Schaden an der Industrie minimiert werden.

### Unterstützung von Branchenausstellungen
Der Verband unterstützt lokale Messen und Branchenausstellungen, wie den Austrian Game Award, welche das Thema „Interaktive Unterhaltung“ fördern. Zusammen mit der Stadt Wien veranstaltet man seit 2007 auch die Game City, die jährlich mehr als 60.000 Besucher zählt und neben der Präsentation aktueller oder in Kürze erhältlicher Videospiele auch über Kinder- und Jugendschutz aufklären soll.

### Bildungsunterstützung
Durch das Wachstum des Marktes für digitale Unterhaltung ergeben sich auch neue Arbeitsplätze. ÖVUS versucht Ausbildungsmöglichkeiten speziell in diesem Bereich in Österreich zu fördern.

### Erstellung von unabhängigen Verkaufscharts
In Zusammenarbeit mit media control erstellt ÖVUS unabhängige Verkaufscharts für Computer-, Videospiel- und Entertainmenttitel. Es soll dadurch gewährleistet sein, dass sämtliche Verkäufe in Österreich festgehalten werden und medienwirksam publiziert werden.

### Zusammenarbeit mit internationalen Verbänden
Durch die Zusammenarbeit mit internationalen Verbänden soll die Reichweite des ÖVUS erweitert werden. Bereits im Vorfeld der Gründung wurde eine Kooperation mit dem BIU in Deutschland geschlossen.

## Mitglieder
- FatFooGoo
- Electronic Arts
- Sony
- Microsoft
- Ubisoft
- Nintendo
- ovos media
- Paysafecard